# Rancho de Mares
Rancho de Mares är en ort i Mexiko.   Den ligger i kommunen Guadalupe y Calvo och delstaten Chihuahua, i den nordvästra delen av landet, 1 100 km nordväst om huvudstaden Mexico City. Rancho de Mares ligger 2 275 meter över havet och antalet invånare är 200.
Terrängen runt Rancho de Mares är kuperad. Runt Rancho de Mares är det mycket glesbefolkat, med 6 invånare per kvadratkilometer. Närmaste större samhälle är Guadalupe y Calvo, 17,9 km sydost om Rancho de Mares. I omgivningarna runt Rancho de Mares växer huvudsakligen savannskog.